# BEST HIT AKG
《BEST HIT AKG》는 일본의 록 밴드 ASIAN KUNG-FU GENERATION의 첫 번째 베스트 앨범이다. 2012년 1월 18일에 큔 레코드에서 발매했다.
전작 《매직 디스크》 이후 약 1년 반만의 앨범이며, 첫 베스트 앨범이다. 선곡은 고토 마사후미 이외의 멤버들이 했고 3명이 가져온 곡 리스트가 거의 같았기 때문에, 그것을 그대로 수록곡으로 했다. 대부분의 지금까지의 싱글곡은 수록되었지만, 3rd 싱글 〈사이렌〉, 8th 싱글 〈월드 아파트〉와 15th 싱글 〈길 잃은 개와 비의 비트〉는 수록되지 않았다.

## 곡 목록
| #   | 제목                                  | 재생 시간 |
| --- | ------------------------------------- | --------- |
| 1.  | 〈아득한 저편〉                       | 4:03      |
| 2.  | 〈미래의 파편〉                       | 4:48      |
| 3.  | 〈언더스탠드〉                        | 3:45      |
| 4.  | 〈너라는 꽃〉                         | 6:12      |
| 5.  | 〈리라이트〉                          | 3:46      |
| 6.  | 〈너의 동네까지〉                     | 3:37      |
| 7.  | 〈루프&루프〉                         | 3:47      |
| 8.  | 〈블랙아웃〉                          | 5:19      |
| 9.  | 〈블루트레인〉                        | 4:22      |
| 10. | 〈어느 거리의 군청〉                  | 4:23      |
| 11. | 〈애프터다크〉                        | 3:15      |
| 12. | 〈구르는 바위, 너에게 아침이 내린다〉 | 4:39      |
| 13. | 〈머스탱〉                            | 4:50      |
| 14. | 〈후지사와 루저〉                     | 2:47      |
| 15. | 〈신세기의 러브송〉                   | 5:16      |
| 16. | 〈소라닌〉                            | 4:35      |
| 17. | 〈마칭 밴드〉                         | 5:20      |